# Azbej Tristan
Azbej Tristan (1979) örmény–francia származású magyar politikus (KDNP), az ötödik Orbán-kormány államtitkára, a KDNP alelnöke, geológus. 2016 óta az Üldözött Keresztények Megsegítéséért Felelős Helyettes Államtitkárság vezetője, 2018 őszétől pedig a Miniszterelnökség Üldözött Keresztények Megsegítéséért és a Hungary Helps Program Megvalósításáért Felelős Államtitkárságának vezetője. 2022-től a Külgazdasági és Külügyminisztérium, üldözött keresztényeket segítő programokért felelős államtitkára.

## Élete
Az erdélyi örmény Azbej család (Azbej jelentése: lovag; asped, 'ասպեդ') leszármazottja.

### Tanulmányai
- Virginia Egyetem – PhD, földtudományok szak (2002-2006)
- Eötvös Loránd Egyetem – MSc, geológia szak (1997-2002)
- Egyéb képesítések:
- Külügyi szakvizsga, Külgazdasági és Külügyminisztérium, 2013
- Konzuli szakvizsga, Külgazdasági és Külügyminisztérium, 2013

### Közéleti és politikai tevékenysége
Az egyesült államokbeli Virginia Tech Egyetemen a doktori fokozat megszerzése után hazatért Magyarországra, 2010-ben megalapította a Gyere Haza Alapítványt, amelynek célja a hazatérni vágyó, külföldön élő magyarok visszatelepülésének támogatása. Azbej Tristan mindemellett 2010 és 2013 között a KDNP ifjúsági szervezetének, az Ifjúsági Kereszténydemokrata Szövetség országos alelnöke, valamint budapesti szervezetének elnöke is volt.
2010-től kezdve a Fidesz-KDNP parlamenti frakciók és a Miniszterelnökség politikai tanácsadójaként dolgozott, majd diplomáciai feladatokat látott el Magyarország Izraeli Nagykövetségén tudományos-technológiai attaséként. Ezt követően az EMMI főosztályvezetője lett, majd helyettes államtitkári kinevezést kapott az Üldözött Keresztények Megsegítéséért Felelős Helyettes Államtitkárságán, ahol Török Tamás egyéves megbízatásának lejártával átvette az addigi helyettes államtitkár helyét. 2018 szeptemberétől az Üldözött Keresztények Megsegítéséért és a Hungary Helps Program Megvalósításáért Felelős Államtitkárság a Miniszterelnökséghez tartozóan önálló egységként működik vezetésével. 2020. január 18-án a KDNP tisztújító ülésén a párt alelnökévé választották. 2022-től a Külgazdasági és Külügyminisztérium, üldözött keresztényeket segítő programokért felelős államtitkára.

## Munkássága
Azbej Tristannak több írása jelent meg az üldözött keresztények megsegítésének témájában. Az általa vezetett államtitkárság feladatai közé tartozik a magyar humanitárius támogatási programok sikeres lebonyolítása, valamint a folyamatos kapcsolattartás az üldözött keresztény közösségek képviselőivel. Azbej Tristan rendszeresen tart ország- és világszerte előadásokat az üldözött keresztények helyzetéről, valamint az államtitkárság humanitárius segítségnyújtó programjairól.

## Hungary Helps Program

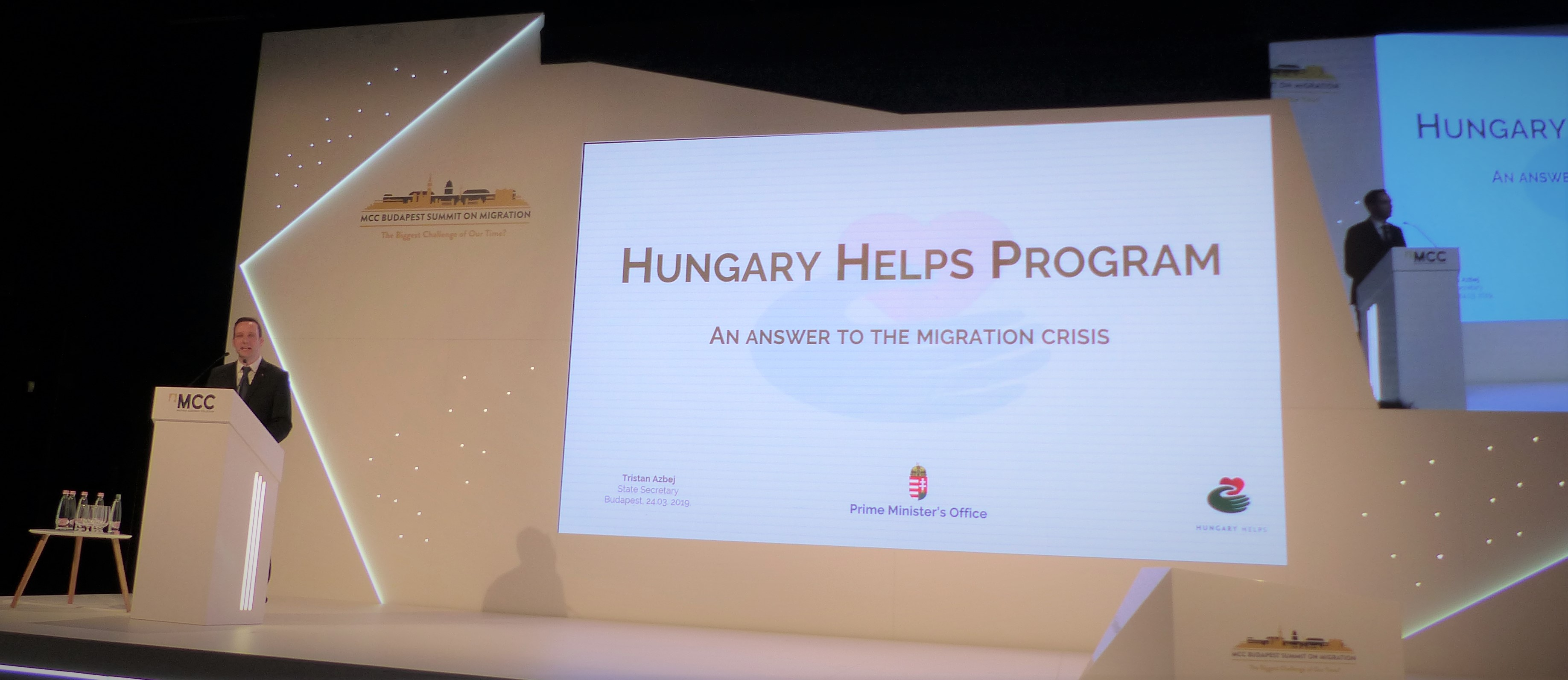
Előadást tart a Mathias Corvinus Collegium rendezvényén a Hungary Helps Programról (2019. március)

A vezetése alatt működő Hungary Helps Program egybefoglalja Magyarország összes nemzetközi humanitárius és fejlesztési tevékenységét. A Donald Trump vezette amerikai kormány is kifejezte érdeklődését és elismerését iránta. A hármas vonatkozású programot (humanitárius, migrációs, vallásszabadsággal kapcsolatos politika) 2018 decemberében fogadta el törvényként a Magyar Országgyűlés, a törvény expozéját és előadói válaszát Azbej Tristan mondta el a Parlamentben. A program meghatározott céljaként szerepel az üldözött keresztény közösségek megmentése, és az, hogy olyan helyzetbe hozza őket, hogy segíthessék a velük együtt élő más vallási csoportokat, és ezáltal javuljon társadalmi megítélésük.
A magyar modell mintájára hozott létre a Szlovák Nemzeti Tanács Emberi Jogi és Kisebbségi Bizottsága is egy szakértőkből álló tanácsadó szervet a vallásuk miatt üldözöttek, köztük az üldözött keresztények védelmére. Ez alkalomból Azbej Tristan a Miniszterelnökség államtitkáraként hivatalos pozsonyi látogatásán személyesen is gratulált Anna Verešovának a kiemelt jelentőségű lépéshez és elnöki megválasztásához.
A projekt keretében számos külföldi diplomáciai utazásra és találkozóra került sor, amelyek alapul szolgáltak a program munkájának bemutatásához, a szükséget szenvedők helyzetéről való tájékozódáshoz, valamint a különféle támogatási megállapodások létrejöttéhez is.

## Nemzetközi figyelemfelhívás, találkozók és elismerések

### Konferencia New Yorkban
New Yorkban a The Anglosphere Society tekintélyes konzervatív szervezet nemzetközi vallásszabadságról szóló amerikai törvény elfogadásának huszadik évfordulója alkalmából rendezett konferenciáján tartott előadást 2018. október 23-án. A rangos konferencián arról számolt be, hogy Magyarországot nem csupán a keresztények védelmében folytatott munkásságáért tartják nagy becsben.

### Kereszt Népe kitüntetés
A Ronald Reagan elnök ösztönzésére 1988-ban megalakult Biztonságpolitikai Központ (CSP) nevű amerikai elemzőintézet Kereszt Népe díjjal tüntette ki Magyarországot az üldözött keresztények megsegítéséért végzett munkájáért.

### Ferenc pápa audienciáján
A Hungary Helps Program keretében, magyar állami ösztöndíjjal Magyarországon tanuló üldözött keresztény fiatalok 20 fős csoportjával együtt részt vett Ferenc pápa 2018. október 10-i általános kihallgatásán a Szent Péter téren, ahol személyesen mutatta be a fiatalokat a Szentatyának.

### Együttműködési megállapodás az USAID-dal
2018. december 18-án köttetett meg az Amerikai Egyesült Államok Nemzetközi Fejlesztési Ügynöksége (USAID) és a Miniszterelnökség üldözött keresztények megsegítéséért felelős államtitkársága közötti együttműködési megállapodás, amelynek célja az iraki keresztény közösségek megsegítése, és amelyre fontos diplomáciai sikerként tekint a kormány.

### Adományok átadása Egyiptomban
2018 decemberében három napos látogatásra utazott Egyiptomba, hogy személyesen fejezze ki Magyarország támogatását az észak-afrikai ország terrorizmus elleni harcát, valamint a migráció megfékezéséért tett erőfeszítéseit illetően, továbbá hogy átadja azt a magyar állami és magánadományt, amellyel a novemberi El Minya-i merénylet áldozatainak családtagjait kívánják segíteni. Emellett ellátogatott a Béke Nobel-díjra jelölt Maggie Gobran kopt ortodox szerzetes nővérhez is, aki az egyiptomi főváros szegény gyermekei körében végez missziós munkát.

### Diplomáciai látogatás Etiópiában
2018 decemberében látogatást tett Etiópiában, ahol megtekintette a Mai-Aini menekülttábort és megbeszélést tartott az Etióp Ortodox Tewahido Egyház pátriárkájával. Addisz-Abebában beszélgetést folytatott Őszentsége Abune Mathiasszal, az Etióp Ortodox Tewahido Egyház pátriárkájával, az ortodox egyház a szükséget szenvedő emberek között folytatott tevékenységéről, a különböző helyi muszlim és keresztény egyházak egymás mellett élésének helyzetéről, konfliktusairól, és a találkozó után megtekintette az egyház által fenntartott klinikát.

### Szíriai humanitárius segítségnyújtó-okirat
Közreműködőként és a program kidolgozójaként részt vett azon a 2019. január 22-i megbeszélésen, ahol Orbán Viktor miniszterelnök Budapesten, a Karmelita kolostorban Mario Zenari bíboros, szíriai apostoli nunciusnak átadta a magyar kormány szíriai humanitárius
segítségnyújtásáról szóló okiratot, amely alapján a kormány az aleppói Szent Lajos Kórház, a damaszkuszi Francia Kórház és a szintén a szír fővárosban lévő Olasz Kórház egyéves működésének biztosítására vállalt kötelezettséget.

#### Rangos elismerés Libanonban
A közel-keleti üldözött keresztények érdekében tett magyar erőfeszítésekért rangos elismerést vehetett át a libanoni fővárosban, Bejrútban 2019. október 14-én a Levantine Gathering által szervezett első nemzeti imareggelin, ahol a helyi politikai és vallási vezetők egyaránt képviseltették magukat.